# Henry Bucknall

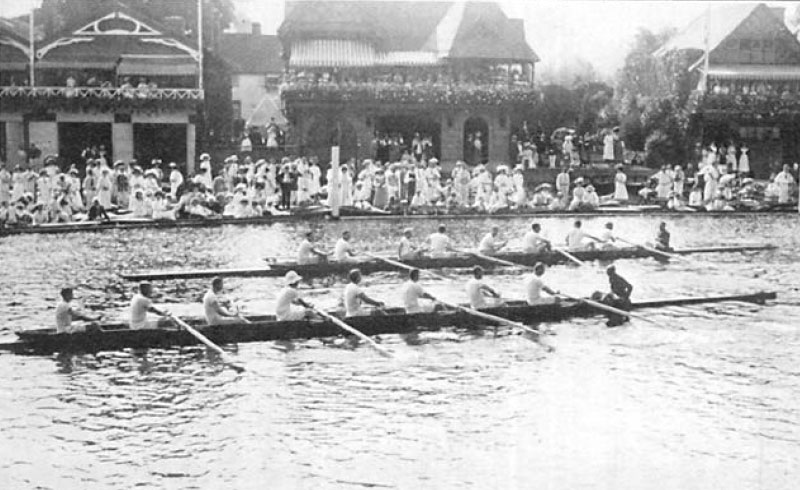
Olympische Spiele 1908: Der Achter des Leander Club gewinnt seinen Vorlauf gegen Ungarn

Henry Cresswell Bucknall (* 4. Juli 1885 in Lissabon, Portugal; † 1. Januar 1962 in Dumfries) war ein britischer Ruderer und Olympiasieger im Achter.
Henry Bucknall gehörte dem Leander Club an. Seine Ausbildung erhielt er in Eton und dann auf dem Merton College in Oxford. 1905 gewann der Achter von Oxford mit Bucknall als Schlagmann das Boat Race gegen Cambridge, 1906 als Schlagmann und 1907 als Mann vor dem Bugmann unterlag Bucknall gegen Cambridge. Bei der in Henley ausgetragenen olympischen Regatta 1908 siegte Bucknall als Schlagmann mit dem Achter des Leander Club im Finale gegen das belgische Großboot.
Nach seinem Studium arbeitete Bucknall in Newcastle-upon Tyne bei einer Schiffsbauerfirma.